# Déborah Anthonioz
Déborah Anthonioz (n. 29 august 1978, Thonon-les-Bains, Rhône-Alpes, Franța) este o sportivă ce a reprezentat Franța, medaliată olimpică. A participat la 3 ediții ale Jocurilor Olimpice (2006, 2010, 2014) în care a câștigat o medalie de argint.